# Ori Yaniv

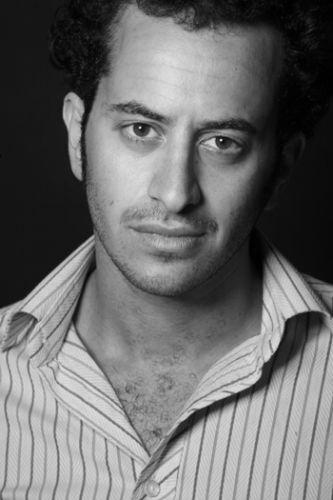
Ori Yaniv, 2011

Ori Yaniv (hebräisch אורי יניב; * 23. Juli 1982 in Haifa) ist ein israelischer Schauspieler.

## Werdegang
Ori Yaniv stammt aus der Stadt Haifa und ist seit 2008 als Schauspieler aktiv. Nach Auftritten in Kurzfilmen wirkte er von 2011 bis 2012 als Barry in der israelischen Vampir-Serie Split mit. In der Folge übernahm er auch Rollen in internationalen Produktionen, so etwa 2013 als Shauli im deutschen Film Hannas Reise oder 2015 als Esam in einer Folge der Serie Homeland, die, obwohl in Potsdam gedreht, in Amsterdam spielte.

## Filmografie (Auswahl)
- 2008: The Library (Kurzfilm)
- 2011: Impossible Dreams (Kurzfilm)
- 2011: Yom Nifla (Kurzfilm)
- 2011–2012: Split (Hatsuya, Fernsehserie, 45 Episoden)
- 2013: Liebesbriefe eines Unbekannten (Shablulim BaGeshem)
- 2013: Hannas Reise
- 2014: Yona
- 2014: Achat Efes Efes (Fernsehserie, 2 Episoden)
- 2015: OMG, I’m a Robot!
- 2015: Homeland (Fernsehserie, Episode 5x07)
- 2016: Shutafim (Fernsehserie, Episode 1x06)
- 2017: Hachaverim Shel Naor (Fernsehserie, Episode 4x03)
- 2017: Das Testament (Ha’edut)
- 2018: The Conductor (Fernsehserie, 2 Episoden)
- 2019–2020: Shabas (Fernsehserie, 15 Episoden)
- 2020: Stockholm (Miniserie, 2 Episoden)